# Nettalk
Nettalk – darmowy klient sieci IRC przeznaczony dla systemu operacyjnego Windows. Został napisany przez Nicolasa Cruse w języku Microsoft Visual Basic i dostępny jest w takich językach jak angielski, hiszpański, rosyjski, węgierski, niemiecki, holenderski i chiński.